# Oberleitungsbus Steglitz
| Oberleitungsomnibus der Gemeinde Steglitz |         |                     |                     |
| Streckenlänge: | 1,8 km  |                     |                     |
| Maximale Neigung: | 30 ‰    |                     |                     |
| Streckengeschwindigkeit: | 25 km/h |                     |                     |
| |         |                     |                     |
| \| \| 0,0 \| Bahnhof Steglitz \| Bahnhof Steglitz \| \| \| \| Robert-Lück-Straße \| \| \| \| \| Bergstraße \| \| \| \| \| Bismarckstraße \| \| \| \| 1,8 \| Steglitz Knausplatz \| Steglitz Knausplatz \| |         |                     |                     |
| U-Bahn-Kopfbahnhof Streckenanfang (Strecke außer Betrieb) | 0,0     | Bahnhof Steglitz    | Bahnhof Steglitz    |
| U-Bahn-Strecke (außer Betrieb) |         | Robert-Lück-Straße  | Robert-Lück-Straße  |
| U-Bahn-Strecke (außer Betrieb) |         | Bergstraße          | Bergstraße          |
| U-Bahn-Strecke (außer Betrieb) |         | Bismarckstraße      | Bismarckstraße      |
| U-Bahn-Kopfbahnhof Streckenende (Strecke außer Betrieb) | 1,8     | Steglitz Knausplatz | Steglitz Knausplatz |

Der Oberleitungsbus Steglitz war von 1912 bis 1914 ein Oberleitungsbussystem in der damals noch selbstständigen Gemeinde Steglitz, heute Ortsteil von Berlin. Lokal wurde er als Gleislobus bezeichnet, hierbei handelt es sich um eine Ableitung von Gleisloser Omnibus (eigentlich: Gleislose Bahn beziehungsweise Gleislose Straßenbahn), die nur für die Steglitzer Anlage verwendet wurde.

## Technik und Fahrzeuge

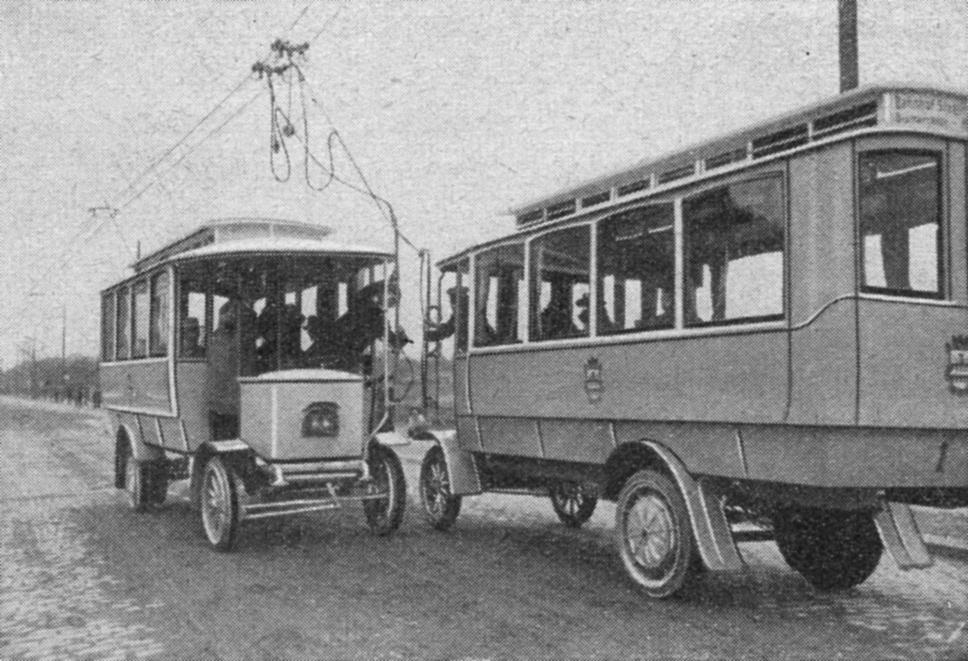
Steglitzer Oberleitungsbusse bei der Begegnung – die Stromabnehmer werden getauscht

Ende September 1911 beauftragte die Gemeinde Steglitz die Daimler-Motorengesellschaft in Marienfelde mit dem Bau der drei Oberleitungsbusse und der Fahrleitungsanlage. Mit dem Aufbau der Masten wurde am 8. März 1912 begonnen. Die Baukosten beliefen sich auf insgesamt 105.000 Mark (kaufkraftbereinigt in heutiger Währung: rund 677.000 Euro).
Für die Stromzuführung kam das System Mercédès-Électrique-Stoll zur Anwendung, bei dem ein kleiner vierrädriger Kontaktwagen zur Stromabnahme auf den zwei Fahrdrähten rollt. Da für beide Richtungen nur ein Fahrleitungspaar errichtet wurde, mussten die Wagen bei Begegnungen – typisch für das System Mercédès-Électrique-Stoll – kurz anhalten und die Zuleitungen zu den Kontaktwagen austauschen. Sie fuhren anschließend mit dem Stromabnehmer des entgegenkommenden Wagens weiter.
Der Antrieb der Wagen erfolgte durch Porsche-Radnabenmotoren an den Hinterrädern. Die Wagen besaßen Vollgummireifen und die Höchstgeschwindigkeit betrug 25 km/h. Sie boten jeweils 16 Sitz- sowie acht Stehplätze und wogen etwa 2,7 Tonnen. Die Kabellänge zum Stromabnehmer wurde durch eine automatische Seiltrommel reguliert. So war ein Ausweichen vom bis zu zehn Metern neben der Oberleitung möglich. Die elfenbeinfarbenen Wagen mit Steglitzer Wappenschild auf der Wagenseite waren ohne Schaffner unterwegs, bezahlt wurde beim Einstieg vorn beim Fahrer durch den Einwurf einer Münze in eine gläserne Zahlbox, eine Fahrkarte wurde nicht ausgegeben. Der Fahrpreis betrug zehn Pfennig.

## Chronologie

### Eröffnung 1912
Die Anlage wurde am 20. April 1912 eröffnet. Die 1,8 Kilometer lange elektrifizierte Strecke verband den Bahnhof Steglitz (heutige Bezeichnung: Rathaus Steglitz) mit dem Steglitzer Knausplatz. Sie begann in der Klixstraße (später: Robert-Lück-Straße) auf der Ostseite der Bahnstrecke, führte durch die Bergstraße und folgte der Bismarckstraße nach Norden bis Ecke Feuerbachstraße am Knausplatz. Eine ursprünglich mitgeplante Verlängerung über die Rembrandtstraße zum Bahnhof Friedenau scheiterte daran, dass die Große Berliner Straßenbahn die Genehmigung zum Kreuzen ihrer Fahrdrähte versagt hatte. Betreibergesellschaft war die Gemeinde Steglitz selbst. Das Depot befand sich in der Bergstraße, nahe der Kreuzung zur Bismarckstraße.
Der Betrieb begann täglich gegen 6:30 Uhr und endete gegen 0:30 Uhr. Von Betriebsbeginn bis etwa 23:00 Uhr wurde im 10-, danach im 20-Minuten-Takt gefahren.

### Umbau 1913
Im August 1913 wurde die Trasse des Gleislobusses umgebaut. Um den Friedhof Steglitz zu erschließen, fuhren die Wagen ab 1. September 1913 nicht mehr durch die Bismarckstraße, sondern vom Bahnhof Steglitz kommend weiter die Bergstraße entlang. Sie bogen erst am Friedhofseingang nach Norden ab und gelangten nun über die Altmarkstraße und die Thorwaldsenstraße zum Knausplatz. Während des Umbaus verkehrte die Bahn nur verkürzt, da die Fahrdrahtanlage der alten Strecke wiederverwendet wurde.
Ab 1914 führte eine Straßenbahn durch die Bismarckstraße, was an der Ecke Bergstraße nun doch einen Kreuzungspunkt mit dem Gleislobus erforderte. Nun war es die Berliner Straßenbahn, die darum bat, den Fahrdraht des Gleislobusses kreuzen zu dürfen, was ihr die Steglitzer Gemeinde auch gestattete.

### Einstellung 1914
Wegen des Ausbruchs des Ersten Weltkriegs wurde der Betrieb bereits am 31. Juli 1914 wieder eingestellt. Die Oberleitung wurde demontiert und für militärische Zwecke verwendet. Über den Verbleib der damals noch fast neuen Wagen ist nichts bekannt.